# 格雷阿斯克
格雷阿斯克（法語：Gréasque，法語發音：[gʁeask]）是法国罗讷河口省的一个市镇，属于马赛区。

## 地理
格雷阿斯克（43°25'50"N, 5°32'21"E）面积6.15 平方千米，位于法国普罗旺斯-阿尔卑斯-蓝色海岸大区罗讷河口省，该省份为法国东南部沿海省份，北起沃克吕兹省，西接加尔省，南濒地中海，东临瓦尔省。
与格雷阿斯克接壤的市镇（或旧市镇、城区）包括：贝尔科代讷、菲沃、米梅、佩潘、圣萨武南、加尔达讷。
格雷阿斯克的时区为UTC+01:00、UTC+02:00（夏令时）。

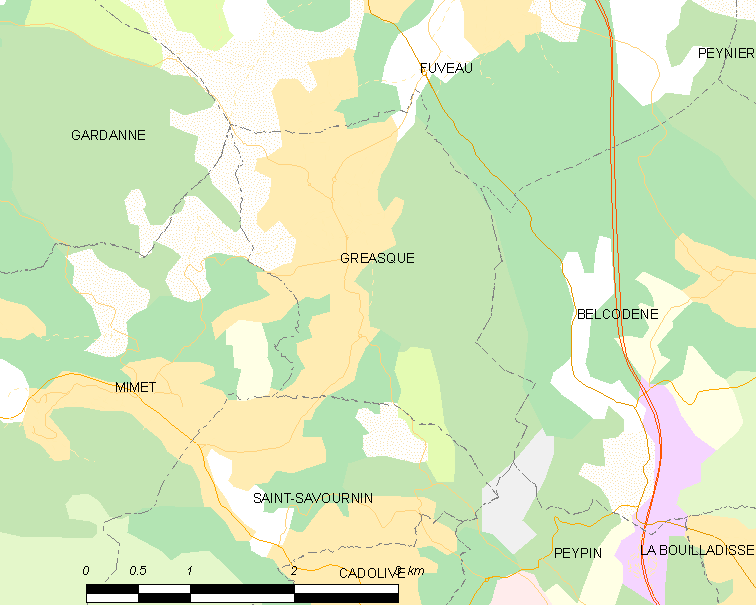
格雷阿斯克的OSM定位图

## 行政
格雷阿斯克的邮政编码为13850，INSEE市镇编码为13046。

## 政治
格雷阿斯克所属的省级选区为阿洛县。

## 人口

1962-2008年间格雷阿斯克人口变化图示

格雷阿斯克于2022年1月1日时的人口数量为4469人。